# Enigmopolis
Enigmopolis (< enigm(a) + o + polis), naziv za značajno enigmatsko središte. 
Za vrijeme SFR Jugoslavije taj se naziv obično dodjeljivao gradu Bjelovaru, jer je u njemu djelovalo Enigmatsko udruženje Bjelovar (kasnije Enigmatsko udruženje "Čvor" i Zagonetačko društvo "Čvor"), koje je tada - uz izdavanje enigmatskih listova - prednjačilo u izdavanju enigmatske literature, u organizaciji domaćih i međunarodnih enigmatskih skupova i u radu na enigmatskoj teoriji i historiografiji.